# Hockey Prato 1954
El Hockey Prato 1954 es un equipo de hockey patines de la localidad italiana de Prato, en la región de la Toscana. Fue fundado en 1954 bajo el nombre de Hockey Primavera Prato y tras su disolución por problemas económicos tras la temporada 2007-2008 fue refundado con el nombre actual de Hockey Prato 1954. Actualmente disputa la Serie B italiana, la tercera categoría estatal.
Su época de mayor éxito fue a principios de la década de 2000, donde consiguió la Copa de la Liga en la temporada 2001-2002 y el doblete (liga y copa) en la temporada 2002-2003. Cabe destacar los subcampeonatos de liga de las temporadas 1999-2000, 2000-2001 y 2001-2002 y las finales de Copa de 2002, 2004 y 2006, perdidas ante el Hockey Novara, Hockey Bassano y Follonica Hockey respectivamente.
A nivel europeo destacan las participaciones en semifinales de las Final Four de la Liga Europea de las temporadas 2002-2003 (perdida vs Igualada) y 2003-2004 (perdida vs FC Barcelona), así como la semifinal de la Copa de la CERS de la temporada 1996-1997 (ante ACR Gulpilhares).

## Palmarés
- 1 Liga italiana: 2002-2003
- 1 Copa de Italia: 2002-2003
- 1 Copa de la Liga: 2001-2002

## Plantilla 2018-2019
| - Alessio Pacini - Oscar Barbani - Tommaso Bianchi - Jonathan Canneti - Tommaso Barzocchi - Matteo Branchetti |  | - Lorenzo Lucchesini - Tommaso Benelli - Ivan Cappelli - Alessandro Vespi (portero) - Francesco Vespi (portero) |